# Smrt fašizmu
Smrt fašizmu drugi je studijski album bosanskohercegovačkog pop rock sastava Plavi orkestar, koji izlazi 1986., a objavljuje ga diskografska kuća Jugoton.
Singlovi skinuti s ovog albuma su Fa, fa, fašista nemoj biti ti , Sava tiho teče i Zelene su bile oči te.

## Popis pjesama
| Br. | Skladba                                                      | Trajanje |
| --- | ------------------------------------------------------------ | -------- |
| 1.  | »Fa, fa, fašista nemoj biti ti (jerbo ću te ja draga ubiti)« |          |
| 2.  | »Mangup«                                                     |          |
| 3.  | »Jovanka«                                                    |          |
| 4.  | »To je šok«                                                  |          |
| 5.  | »Puteru, puteru«                                             |          |
| 6.  | »Sava tiho teče«                                             |          |
| 7.  | »Ustani, voljena sejo«                                       |          |
| 8.  | »Zelene su bile oči te«                                      |          |
| 9.  | »Valcer«                                                     |          |
| 10. | »U Jevrema slika ta«                                         |          |
| 11. | »Nisam je probudio«                                          |          |
| 12. | »Kad si sam, druže moj«                                      |          |
| 13. | »Kada plaču grlice«                                          |          |

## Izvođači
- Saša Lošić - vokal
- Mladen Pavičić - gitara
- Admir Ćeramida - bubnjevi
- Samir Ćeramida – bas